# Sarah Kohr – Schutzbefohlen
Sarah Kohr – Schutzbefohlen ist ein deutscher Fernsehfilm von Bruno Grass aus dem Jahr 2021 und der fünfte Teil der ZDF-Kriminalfilmreihe Sarah Kohr mit Lisa Maria Potthoff in der Titelrolle als Ermittlerin. Die Episode hat eine Länge von ca. 90 Minuten und wurde am 1. Februar 2021 als Fernsehfilm der Woche erstmals im deutschen Fernsehen ausgestrahlt.

## Handlung
Auf den chinesischen Geschäftsmann Mian Chen wird in Hamburg ein Anschlag verübt, als dieser seiner kleinen Tochter die Stelle zeigen will, wo sein Vater bei einem Autounfall gestorben war. Chens Personenschützer sind mit der Situation komplett überfordert. Da Sarah Kohr derzeit zufällig gegen den mutmaßlichen Angreifer ermittelt, ist sie vor Ort und kann glücklicherweise in die Situation eingreifen. Sarah erkennt in dem Angreifer ihren ehemaligen Kollegen Henning Lanz. Mit ihm hat sie vor langer Zeit als Personenschützer beim LKA gearbeitet. Inzwischen war dieser allerdings untergetaucht und hat einen kriminellen Weg eingeschlagen. Es ist nicht auszuschließen, dass auch Chens Personenschützer in die Anschlagsplanung verstrickt sind. Auf Anweisung des Staatsanwaltes wird Sarah deshalb auch kurzerhand Chens Personenschutzteam zugewiesen und findet sich dort schnell wieder in ihrer alten Rolle zurecht. Bei der Frage nach dem Motiv des Anschlags hält es Sarah Kohr für möglich, dass sie es hier mit einem Auftraggeber zu tun haben, der durch das Investitionsvorhaben von Chen seine persönliche Ziel in Hamburg gefährdet sieht. In Henning Lanz hat er einen Ausführenden gefunden, um sich nicht selbst die „Hände schmutzig machen“ zu müssen. Der Reeder Malte Gramberg passt nach den Recherchen der Kommissarin am besten zu dieser Theorie. Seine Frau ist unheilbar krank und er will ihr den schönen Blick auf die Elbe nicht verbauen lassen, was bei der Realisierung des von Chen geplantem Projekt unweigerlich passieren würde. Nachdem Kohr mit dem Reeder gesprochen hat und er auf sie nicht den Eindruck eines kaltblütigen Menschen macht, hält sie es für möglich, dass dem Anschlag doch andere Motive zu Grunde liegen könnten. Aufgrund neuer Ereignisse wird Sarah gezwungen, sich auch mit ihrer eigenen Vergangenheit neu auseinanderzusetzen. Dabei ergeben sich Erkenntnisse, dass bei dem Anschlag auf den chinesischen Geschäftsmann statt eines Auftragsmordes Gründe relevant waren, die mit der Kommissarin ganz persönlich zu tun haben.
Die Suche nach Henning Lanz gestaltet sich äußerst schwierig. Da er den Polizeifunk abhört, ist er stets informiert und kann daher zeitnah reagieren. Dennoch gelingt es Sarah Kohr, Lanz Versteck ausfindig zu machen und sie ist sich nun sicher, dass er sein Vorhaben, Chen zu töten, noch nicht aufgegeben hat. Damit soll sie recht behalten, denn Lanz dringt trotz jeglicher Sicherheitsvorkehrungen in Chens Haus ein. Beim folgenden Feuergefecht wird Lanz erschossen und es zeigt sich, dass Chens Personenschützer Olaf Stölzer hinter allem steckt, da seine Freundin bei dem inszenierten Unfall von Chens Vater mit umgekommen war. Da er vermutet, dass Chen jun. den Unfall arrangieren ließ, wollte er den Tod seiner Freundin rächen. Er wird festgenommen und es ist zu vermuten, dass eine Staatsrätin den Unfall von Chens Vater zu verantworten hat. Nach Kohrs Recherche hatte dieser das Hafenprojekt seinerzeit fallen gelassen, was den gesamten Planungen dieser Stadträtin zu wider lief. Sie hatte bereits derart viel investiert, dass sie Chen aus dem Weg räumen ließ und darauf hoffte, dass sein Sohn es dennoch weiterführen würde.

## Produktion
- Sarah Kohr – Schutzbefohlen wurde im Auftrag des ZDF durch die film gmbh produziert.[3][4]

- Die Dreharbeiten fanden im Zeitraum vom 3. März bis zum 23. Mai 2020 unter dem Arbeitstitel Sarah Kohr 6 – Schutzbefohlen statt.[4]

- Die Kamera führte Tobias Schmidt – für den Ton zeichnete Torsten Többen verantwortlich, für das Szenenbild Anna Alaeddine, für das Kostümbild Astrid Möldner und für die Maske Christina Paul und Heike Ersfeld. Verantwortlicher Redakteur seitens des Senders war Daniel Blum.[3][4]

## Rezeption

### Einschaltquote
Die Erstausstrahlung von Sarah Kohr – Schutzbefohlen am 1. Februar 2021 im ZDF erreichte 7,66 Millionen Zuschauer bei einem Marktanteil von 23,1 Prozent.

### Kritik
„Wenn im Krimi bis zur letzten Szene unklar bleibt, wer die Guten und wer die Bösen sind, haben Buch und Regie schon mal sehr viel richtig gemacht“ meinte Tilmann P. Gangloff auf tittelbach.tv und vergab 4 von 6 möglichen Sternen für den Fernsehkrimi. „Davon abgesehen“, so Gangloff weiter, „knüpft die erste Arbeit von Bruno Grass für die ZDF-Reihe [...] nahtlos an die Qualität der letzten Filme mit Lisa Maria Potthoff an. Timo Berndt, der seit der zweiten Episode alle Drehbücher geschrieben hat, erzählt eine reizvoll rätselhafte Geschichte rund um einen vermeintlichen Anschlag auf einen chinesischen Investor, der in großem Stil in den umstrittenen Ausbau des Hamburger Hafens einsteigen will. Die Story ist klasse, zumal es Berndt auf verblüffende Weise gelingt, aus Tätern Opfer und aus Opfern Täter zu machen, und auch die Actionszenen können sich dank Potthoffs Nahkampffertigkeiten sehen lassen.“
Eric Leimann von Prisma.de wertete: „LKA-Polizistin Kohr, gespielt von Lisa Maria Potthoff, erlaubt sich keinerlei Gefühlsduselei und löst zweifellos erlittene Traumata mit präzise ausgeführten Tritten und Faustkantenschlägen gegen oft männliche Widersacher. Dass ihr zierlich-durchtrainierter Körper dabei in enger schwarzer Kleidung steckt und ein streng nach hinten gebundener Zopf den Blick auf eine analytische Denkerstirn freilegt, ist ebenfalls kein Zufall: Sarah Kohr nimmt unter all den deutschen Ermittlerinnen die zuvor unbesetzte Planstelle der Actionfigur ein. Die hart arbeitende Lara Croft mag ihr als explizites Vorbild dienen.“
Die Film-Rezension meinte, „der Film [ist] zu sehr darum bemüht, sehr düster zu sein. Dennoch ist der eher US-amerikanisch orientierte Genrebeitrag eine sehenswerte Alternative zum hiesigen TV-Krimiangebot. Wem diese zu träge sind oder sich an den zuletzt häufiger gewordenen Versuchen stört, alles mit Humor auflockern zu wollen, findet hier eine gegenteilige Ausrichtung. Die Auflösung an sich ist dabei zwar nichts Besonderes. Doch die stark von Konfrontationen und Aggression geprägte Geschichte ist insgesamt brauchbar.“
Christian Lukas von quotenmeter.de urteilte: „Der Inszenierung gelingt das Kunststück, vermeintliche Antworten immer wieder durch eine unerwartete Wendung in Frage zu stellen. Bis zum recht krachenden Showdown ist nicht klar, wer jetzt wirklich auf der Seite der Guten oder auf der Seite der Bösen steht – geschweige denn, wer die Bösen sind. Das hält das Interesse wach, in den besten Momenten ist das sogar richtig spannend.“